# Општина Источни Стари Град
Општина Источни Стари Град (раније Српски Стари Град) је општина града Источно Сарајево у Републици Српској, БиХ. Администрација општине се налази у насељу Хреша. Према подацима Агенције за статистику Босне и Херцеговине на попису становништва 2013. године, у општини је пописано 1.131 лице.

## Општина
Према Закону о територијалној организацији и локалној самоуправи Републике Српске из 1994. године, једна од општина у Републици Српској је била и Општина Стари Град која је укључивала дио насељених мјеста бивше југословенске општине Стари Град (Сарајево).
На дијелу некадашње сарајевске градске општине Стари Град и дијела општине Илијаш који су припали Републици Српској, а под називом Српски Стари Град након потписивања Дејтонског споразума, наставила је да егзистира данашња општина Источни Стари Град.

## Географија

### Положај
Подручје Општине Источни Стари Град се састоји из два дијела, већег јужног дијела и знатно мањег сјеверног дијела. Већи јужни дио се протеже у правцу сјевер-југ 8–12 км, а исток запад 2–6 км и ентитетски припада Републици Српској. Површина општине износи 105 км², што представља 0,205% од површине Босне и Херцеговине која износи 51.209,2 км² или 0,419% од површине Републике Српске која износи 25.035 км². Општина Источни Стари Град се налази у централном дијелу Босне и Херцеговине и централно-источном дијелу Републике Српске. Овај простор са аспекта географске регионализације припада планинско-котлинској области, односно подрегији Централне Босне (регионализација проф. др Јован Ђ. Маринковић). У геоморфолошком смислу подручје Источног Старог Града припада унутрашњим Динаридима. Граничи са укупно пет општина. Што се тиче Федерације Босне и Херцеговине подручје граничи са општинама Стари Град и Илијаш у Кантону Сарајево. Граничне општине из Републике Српске су Источно Ново Сарајево, Пале и Соколац.
Према Просторном плану Републике Српске општина Источни Стари Град је смјештена у регији Источно Сарајево. Најближе веће насељено мјесто, уједно и центар ове регије је Источно Сарајево.

### Опште карактеристике простора
Подручје Општине Источни Стари Град у геоморфолошком смислу припада унутрашњим Динаридима. У обухвату плана могу се издвојити двије физичко-географске цјелине: клисура долине ријеке Миљацке и планински масив Требевића и Озрена. Из самих назива ових физичко-географских цјелина је видљива значајна вертикална и хоризонтална дисецираност рељефа. Најнижа тачка обухвата плана је на изласку Миљацке са територије Општине и износи око 620 метара. Највиша тачка је врх планине Требевић са 1.629 метра. На територији општине Источни Стари Град доминира висински појас 1.000—1.400 метара на преко 2/3 укупне површине општине.

## Насељена мјеста
Подручје Општине Источни Стари Град чине насељена мјеста и дијелови насељених мјеста који су на посљедњем попису становништва 1991. били у саставу сарајевске општине Стари Град: Близанци, Булози, Вучија Лука, Горње Биоско, Горње Међуше, Довлићи, Доње Биоско, Доње Међуше, Кумане, Њеманица, Сарајево дио — Стари Град, Студенковићи, Фалетићи, Хреша, Шљеме и насеља које су 1991. била у саставу општине Илијаш: Вукнић, Липник, Ракова Нога, Сировине, и Шљеме.
На подручју Општине Источни Стари Град постоје четири мјесне заједнице: МЗ Булози, МЗ Вучија Лука, МЗ Требевић, МЗ Хреша.

## Природна добра
На списку Природних добара Републике Српске, за територију општине Источни Стари Град, планирано је формирање Парка природе Озрен — Буковик — Вучија Лука, који би се поред ове општине простирао и на територији општина Пале и Соколац.

## Историја
На територији општине, у селу Булози, на узвишењу између Пала и Сарајева налазе се остаци средњовјековног утврђени града Ходидједа. Према изворима, на узвишењу Градац налазио се стари град Ходидјед који је изграђен крајем  и почетком XV вијека. Сматра се да је подигнут пре оближњег Старог Града. Са узвишења се контролисао пролаз у земљу Павловића, средњовјековних кнезова који су владали овом области. Претпоставља се да је у овом мјесту сједио дјед, старјешина Цркве босанске, те отуд и назив мјесту.
Српска скупштина Општине Стари Град, је конституисана 22. фебруара 1992. године, када је изабрано и руководство општине. Општина је службено формирана 21. јула 1993. године, усвајањем Закона о образовању Српске општине Стари Град Сарајево, а чинили су чине територије бивше општине Стари град Сарајево, насељене Србима. За првог начелника изабран је Коста Плакаловић, а прво сједиште Општине било је у Ловачком дому на Црепољску. Администрација општине је сада смјештена је у насељу Хреша. Послије потписивања Дејтонског споразума општина је носила име Српски Стари Град, али је тај назив Уставни суд БиХ прогласио неуставним, па је нов назив Источни Стари Град.

## Политичко уређење

### Општинска администрација
Начелник општине представља и заступа општину и врши извршну функцију у Источном Старом Граду. Избор начелника се врши у складу са изборним Законом Републике Српске и изборним Законом БиХ. Општинску администрацију, поред начелника, чини и скупштина општине. Институционални центар општине Источни Стари Град је насеље Хреша, гдје су смјештени сви општински органи.
Начелник општине Источни Стари град је Бојо Гашановић испред Српске демократске странке, који је на ту функцију ступио након локалних избора у Босни и Херцеговини 2008. године. Састав скупштине Општине Источно Стари Град је приказан у табели.

### Јавне установе
У Општини функционише организациона јединица у саставу Пошта Српске, док у саставу Дома здравља "Пале", за територију Источног Старог Града дјелује и амбуланта породичне медицине "Стари Град", смјештена у централном општинском насељу, Хреши. Током 2006. године основано је Јавно комунално предузеће "Глог", које поред комуналних дјелатности одвожења отпада, одржавања саобраћајница и јавних површина, у склопу своје регистроване дјелатности испуњава услове рада прихватилишта за животиње. Прихватилиште је саграђено и прилагођено држању и смјештању напуштених паса с подручја источне Републике Српске и налази се у насељу Хреша.
На подручју општине, као једна од организационих јединица Шума Српске, послује шумска управа "Бистрица" као испостава шумског газдинства "Романија" Соколац. Шумско газдинство "Романија", преко управе "Бистрица" управља и газдује са шумама и шумским земљиштем на шумскопривредном подручју општине Источни Стари Град.
У априлу 2022. године са радом је почео биро Завода за за запошљавање Републике Српске.
У склопу Републичке управе за геодетске и имовинско-правне послове, на Хреши послује подручна канцеларија Источни Стари Град.
Током 2023. године, Пореска управа Републике Српске је покренула процес успостављања Подручне јединице Источни Стари Град.

## Култура
Општина Источни Стари Град не посједује дом културе. Централна установа културе за територију oпштине је Народна библиотека Источни Стари Град, у којој се у складу са могућностима организују књижевне вечери, промоције романа, разне радионице за дјецу и ученике, као и низ других културних манифестација. У Источном Старом Граду дјелује и Српско културно и просвјетно друштво "Просвјета", које је покретач великог броја културних догађаја. На олимпијској планини Требевић на 1.266 метара надморске висине смјештен је Планински дом "Свети Лука" који је као умјетничка колонија до сада угостио двије ликовне колоније, одржао међународну смотру глумачких академија, установио манифестацију "Љето на Требевићу", књижевне вечери, представе за дјецу, вечери народног стваралаштва.

## Образовање
Према Одлуци о привременом броју и просторном распореду основних школа у Републици Српској из 1994. којом се утврђује број и просторни распоред основних школа као и број издвојених одјељења основних школа у Републици Српској, на територији Српске Општине Стари Град, постојала су или и даље постоје су издвојена одјељења Основне школе "Мокро" из Мокрог, која су дјеловала у Булозима, Вучјој Луци, Хреши и Горњем Биоску .

## Спорт
На територији општине основан је Џудо клуб "Црепољско" чији чланови показују запажене резултате. Такмичари Скијашког клуба "Младен Грујић" остварују позитивне резултате на регионалним, републичким и државним такмичењима, о чему свједоче и бројне освојене медаље на поменутим првенствима. Сваке године општина у сарадњи са смучарским клубом организује Меморијал "Младен Грујић" у нордијском скијању. На подручју општине нема уређених објеката за базичне спортове попут кошарке, одбојке, атлетике, гимнастике, што је предуслов за масовније бављење спортом, како такмичарским тако и рекреативним, док су спортски терени изграђени у централном насељу општине, Хреши као и на Вучијој Луци.
Општина Источни Стари Град, је једна од ријетких општина у Републици Српској и цијелој Босни и Херцеговини у којој егзистира Голф клуб. Голф клуб „Смрека” је основан на територији насеља Вучија Лука, гдје су изграђени и терени за организовано играње овога спорта.

## Религија
На територија општине Источни Стари Град, највећи број становништва, је православне вјероисповијести, и припадају српској православној цркви. Једини вјерски објекат на територији општине је Храм Светог Пантелејмона у селу Вучија Лука, који је изграђен током 2002. године.

## Привреда
Општина је богата шумским богатствима, а погодна је и за развој сточарства и производњу одређене врсте пољопривредних производа (кромпир, раж, зоб и пшеница). У Општини дјелује дрвопрерађивачком друштву „Пилана“ Вучија Лука, као и рудник мермера на Хреши који запошљавају већи број радника. У Општини постоји већи број приватних предузећа за производњу резане грађе, као и предузећа која се баве трговином и угоститељством, монтажом централног гријања, сточном пијацом, трговином стоке, трговином сјеменске робе и сточном храном.

## Саобраћај
Преко територије Општине Источни Стари Град прелазе двије значајне саобраћајнице: магистрални пут Сарајево — Пале — Горажде — Вишеград — граница према Србији (М5) и регионални пут Сумбуловац — Хреша — административна линија Републике Српске. Основно обељежје путне мреже на територији општине је да је она саобраћајно-технички врло стара и дотрајала и са минималним реконструкцијским интервенцијама на њој. Мрежа саобраћајница по ранговима је врло неразвијена и као таква не може да одговори на све захтјеве програмског развоја привреде и становништва општине и шире регије. Сходно степену техничког стања, регионалном значају, намјени и густини путна мрежа је на нивоу општине класификована у укупно три категорије: магистрални, регионални и локални пут. Укупна дужина свих путева на територији општине износи 129 km.

## Становништво
Број становника према процјенама износи 3.185 становника (2004. године званична процјена Завод за статистику Републике Српске), а просјечна густина насељености општине је 41 ст/км².
Општина је насељена углавном Србима.

### Национални састав 2013. (коначни резултатиБХАС)
| Етнички састав према попису из 2013.‍ | Етнички састав према попису из 2013.‍ | Етнички састав према попису из 2013.‍ | Етнички састав према попису из 2013.‍ | Етнички састав према попису из 2013.‍ |
| ------------------------------------ | ------------------------------------ | ------------------------------------ | ------------------------------------ | ------------------------------------ |
|                                      |                                      |                                      |                                      |                                      |
| Срби                                 | Срби                                 |                                      | 1.071                                | 94,69%                               |
| Бошњаци                              | Бошњаци                              |                                      | 43                                   | 3,80%                                |
| Хрвати                               | Хрвати                               |                                      | 7                                    | 0,62%                                |
| Остали                               | Остали                               |                                      | 7                                    | 0,62%                                |
| Неизјашњени                          | Неизјашњени                          |                                      | 3                                    | 0,26%                                |
| укупно: 1.131                        |                                      |                                      |                                      |                                      |